# 28 km (przystanek kolejowy w obwodzie lwowskim)
28 km (ukr. 28 км, ros. 28 км) – przystanek kolejowy w miejscowości Budków, w rejonie lwowskim, w obwodzie lwowskim, na Ukrainie. Leży na linii Lwów – Czerniowce.